# Hohenebra-Ebelebener Eisenbahn
Hohenebra-Ebelebener Eisenbahn (HEE) – lokalna linia kolejowa w kraju związkowym Turyngia, w Niemczech. Wybudowana została przez księstwo Schwarzburg-Sondershausen. Łączy miejscowość Hohenebra z Ebeleben.